# WSV Ludwigslust
Der WSV Ludwigslust war ein kurzlebiger Sportverein im Deutschen Reich mit Sitz in der Stadt Ludwigslust im heutigen Mecklenburg-Vorpommern.

## Geschichte
Zur Saison 1943/44 stieg die Mannschaft aus der Bezirksliga in die Gauliga Mecklenburg auf. Am Ende dieser Saison hatte der Verein nach 17 Spielen 25:9 Punkte und stand somit auf dem dritten Platz der Tabelle. Dies war die letzte Saison in der Gauliga. Die nächste Saison sollte in Bezirksstaffeln ausgeführt werden, ob diese Saison angefangen wurde, ist jedoch nicht bekannt. Spätestens nach dem Ende des Zweiten Weltkriegs wurde Verein aber auch aufgelöst.